# Dorylus nigricans
Dorylus nigricans är en myrart som beskrevs av Johann Karl Wilhelm Illiger 1802. Dorylus nigricans ingår i släktet Dorylus och familjen myror.

## Underarter
Arten delas in i följande underarter:
- D. n. arcens
- D. n. burmeisteri
- D. n. molestus
- D. n. nigricans
- D. n. pallidus
- D. n. rubellus
- D. n. sjoestedti
- D. n. sjostedtiwilverthi
- D. n. terrificus

## Bildgalleri

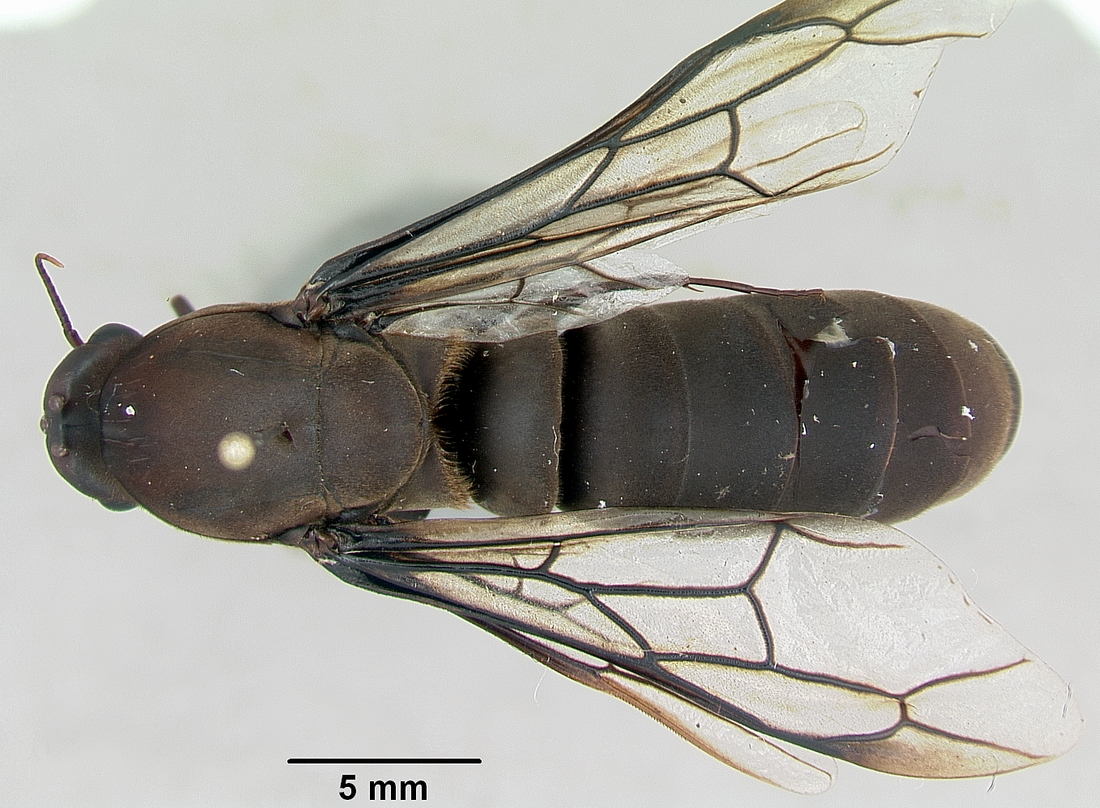
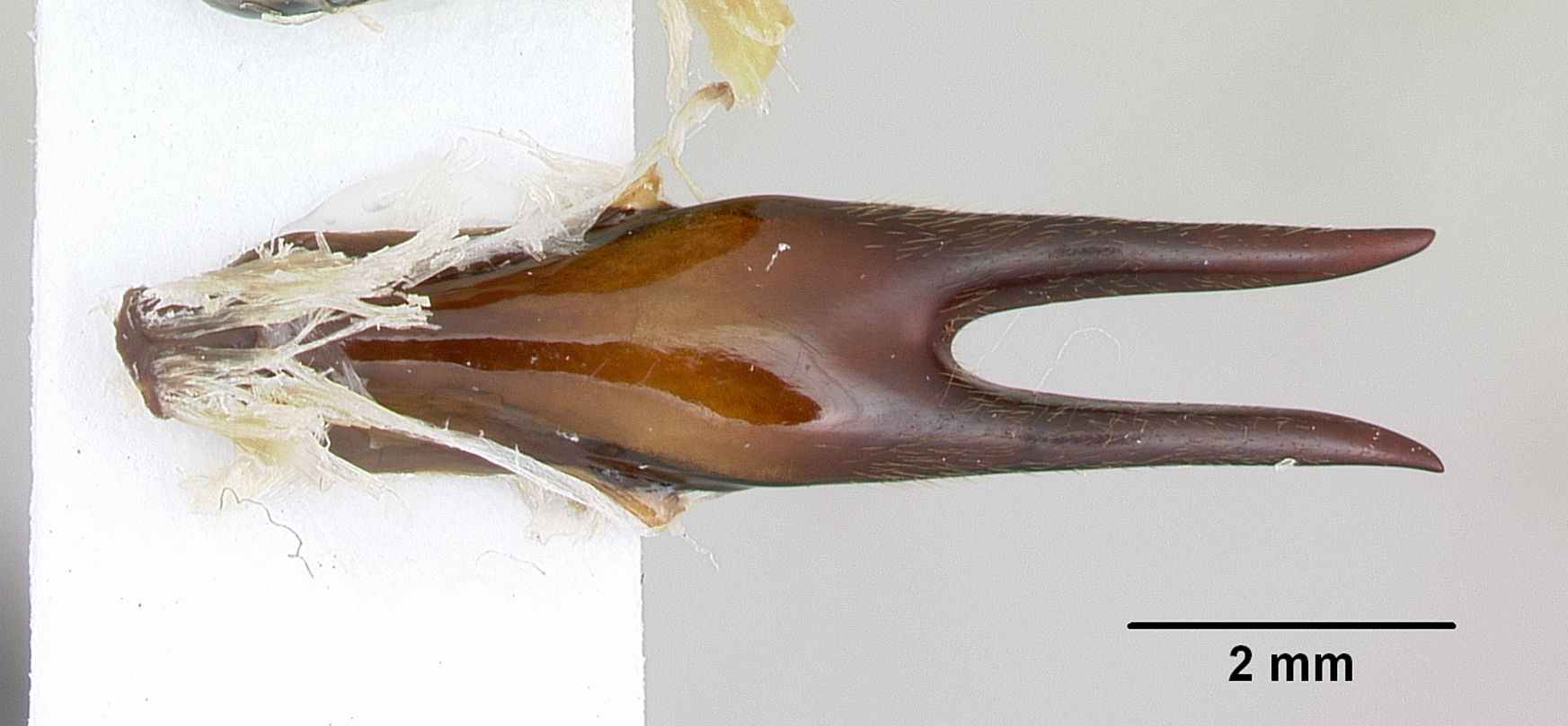
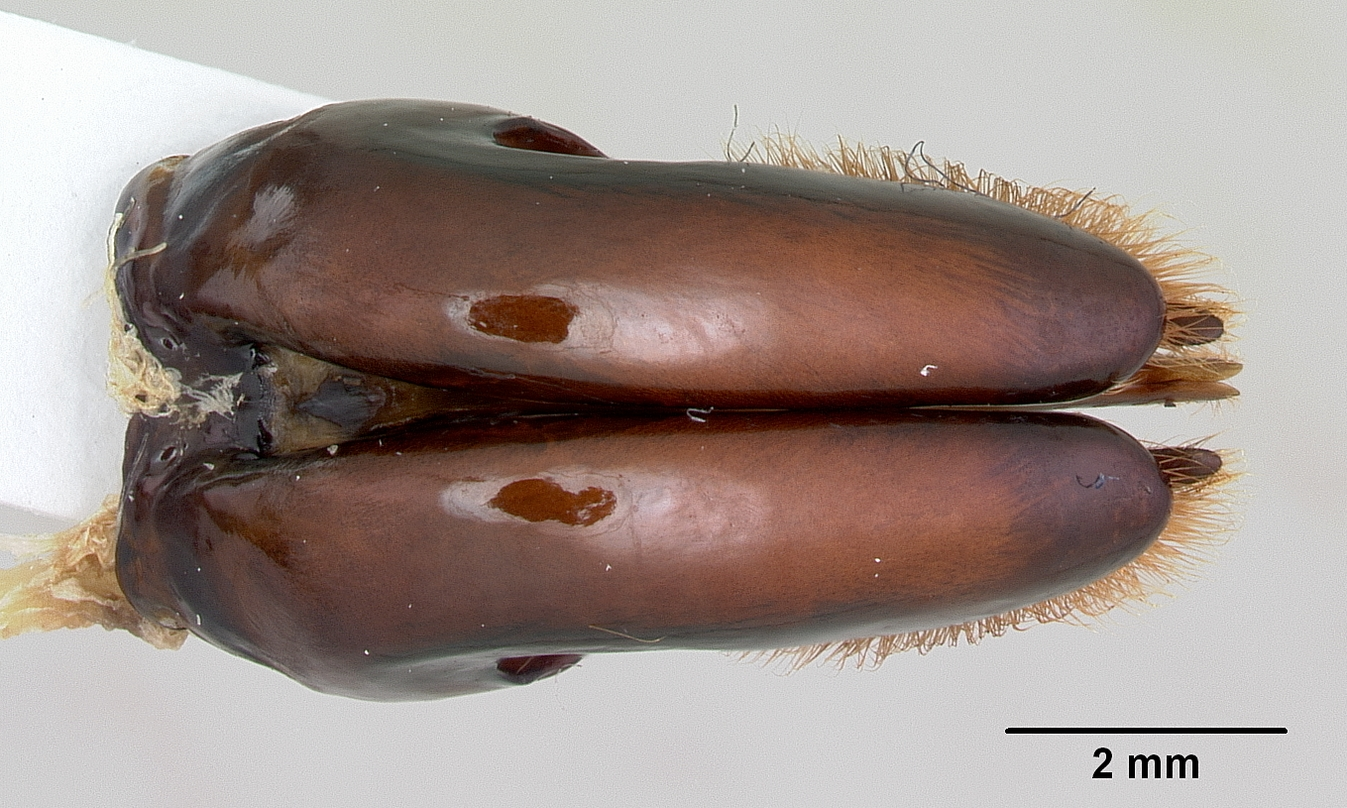
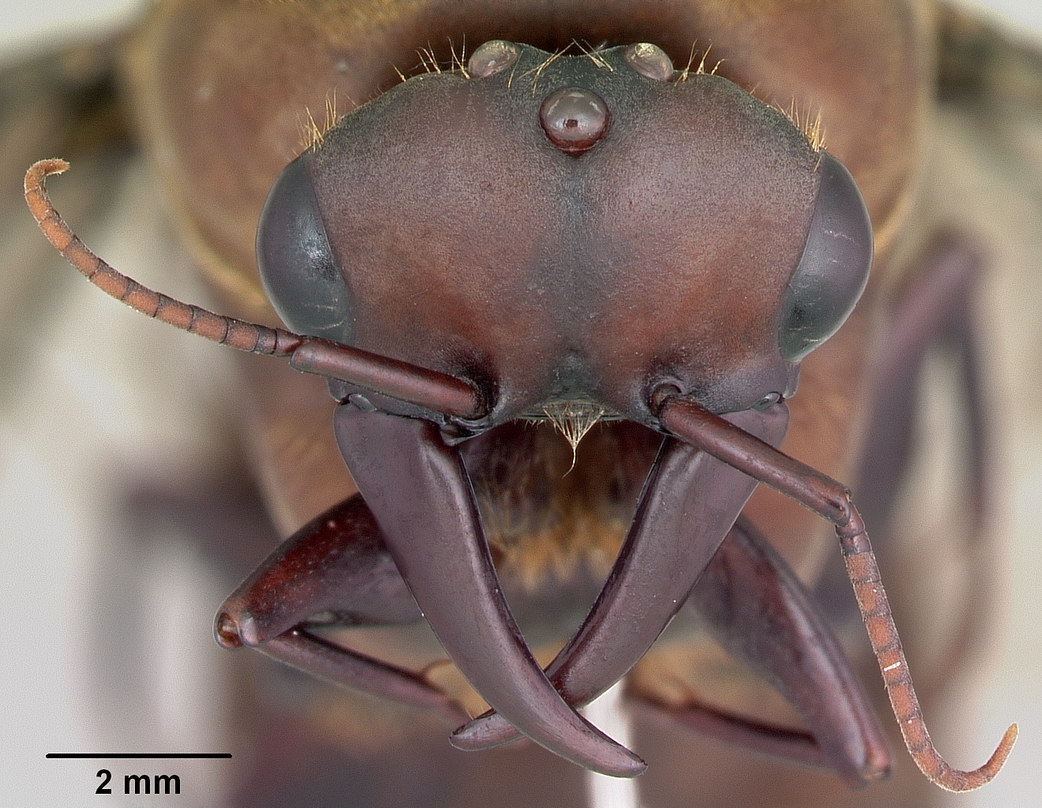
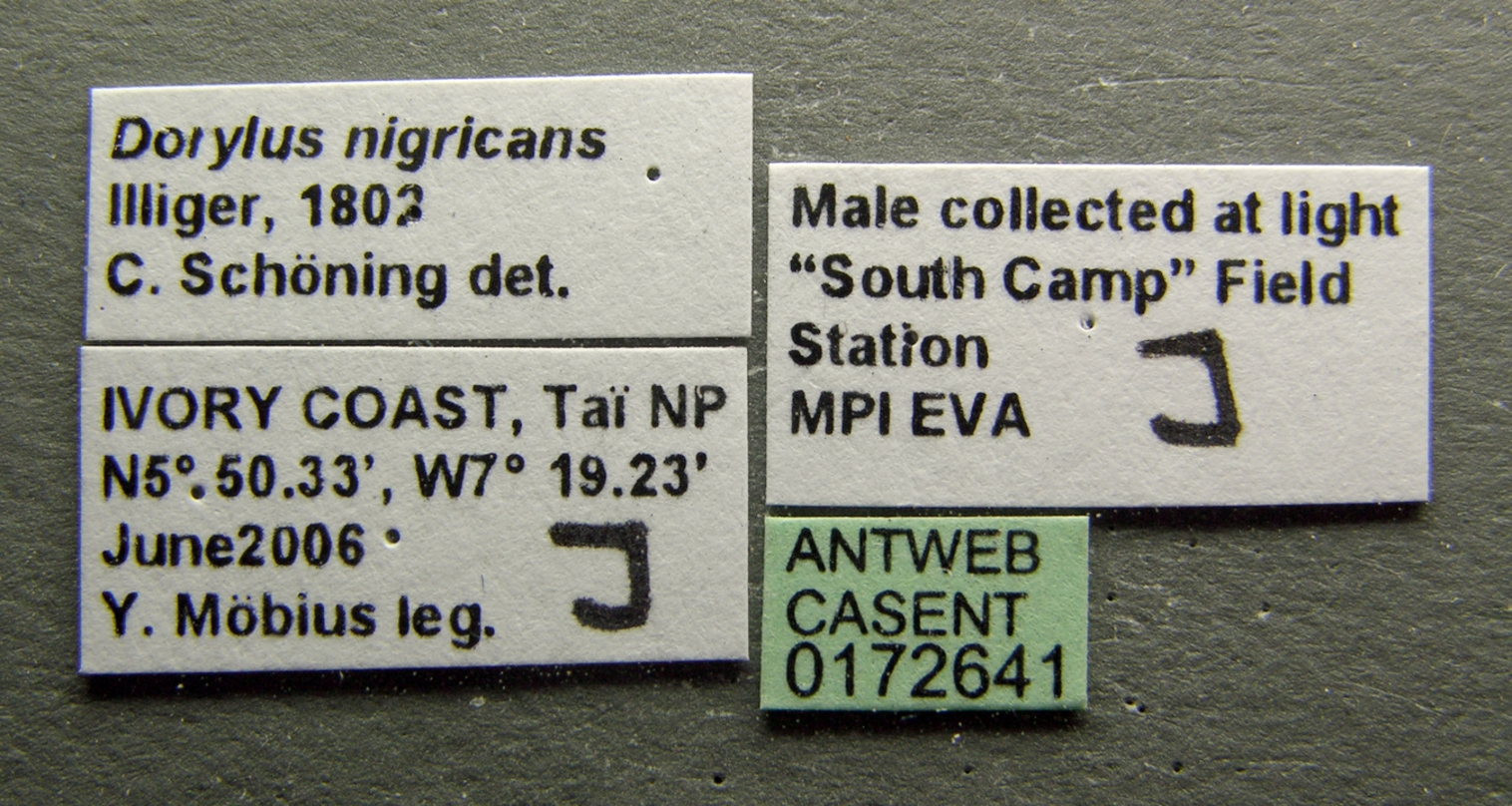
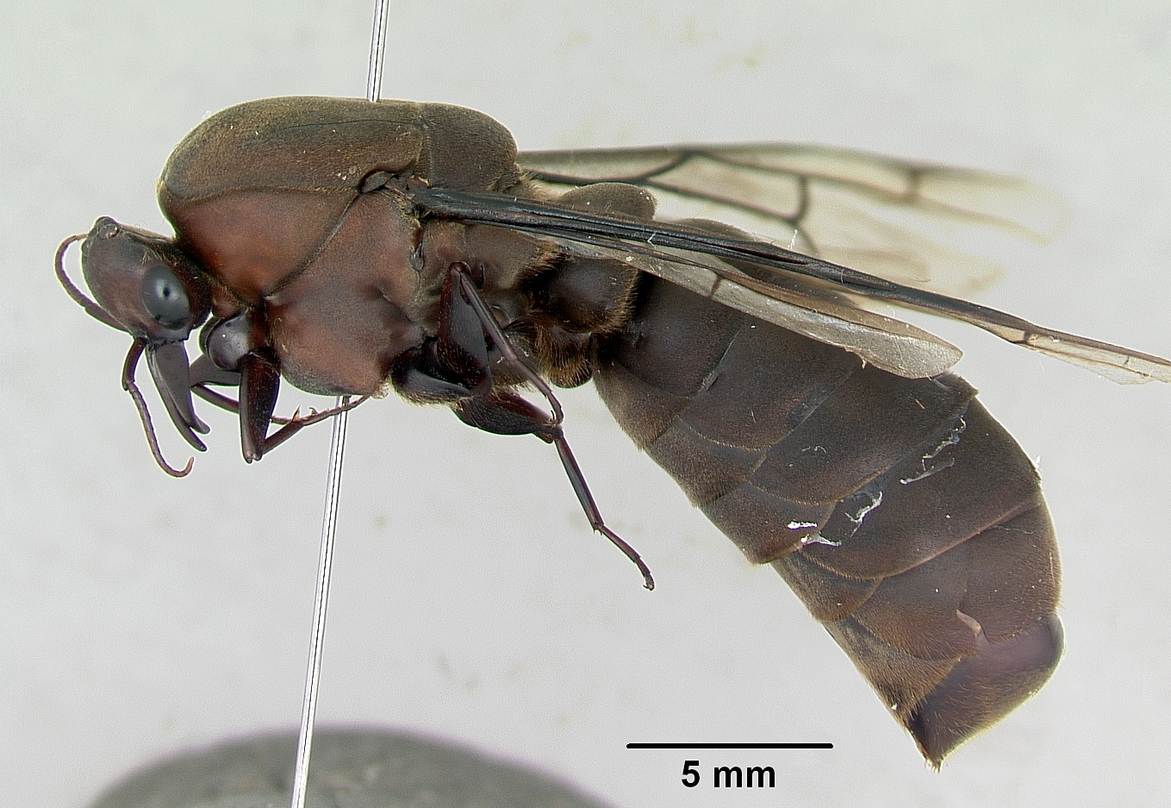